# Женишківці

Жени́шківці — село в Україні, у Віньковецькій селищній громаді Хмельницького району Хмельницької області. Населення становить 1366 осіб.

## Історія
7 (20) листопада 1917 року, відповідно до Третього Універсалу Української Центральної Ради, увійшло до складу Української Народної Республіки.
12 червня 2020 року, відповідно до розпорядження Кабінету Міністрів України № 727-р «Про визначення адміністративних центрів та затвердження територій територіальних громад Хмельницької області», увійшло до складу Віньковецької селищної громади.
19 липня 2020 року, після ліквідації Віньковецького району, село увійшло до Хмельницького району.

## Відомі люди
- Віталій Мельник «Орлич» (1930 — 07.07.1951), уродженець Женишковець, член ОУН, організатор та член підпільної молодіжної організації у Женишківцях. Загинув у Київській області у1951 році в бою з МДБ. {2 [Архівовано 17 березня 2019 у Wayback Machine.]}
- Бернадський Клим, повстанський отаман, захисник УНР, народився та виріс в селі Женишківці. У 1920—1922 році в селі та околицях діяв його повстанський загін що боровся проти більшовицько-російської окупації.
- Бойко Олексій Михайлович (нар.18 лютого 1936) — український поет-гуморист, член Національної спілки письменників України.
- В цьому селі народився, тривалий час жив й похований відомий художник Гикавчук Микола Антонович (1925—2011).
- В селі народився Микола Гнатович Ортинський (нар.19 грудня 1914, Женишківці — †10 червня 1982, Ташкент) — радянський офіцер, Герой Радянського Союзу, командир 321-го гвардійського винищувально-протитанкового артилерійського полку 7-ї гвардійської винищувально-протитанкової артилерійської бригади 47-ї армії Воронезького фронту, гвардії майор.
- В селі народився, тривалий час жив й похований герой першої світової війни, Повний Георгіївський Кавалер Гикавчук Антон Пантелеймонович (1895—1965).
- Уродженцем села є заслужений художник України Смаровоз Володимир Іванович.

## Пам'ятки
- Женишковецький заказник

## Галерея

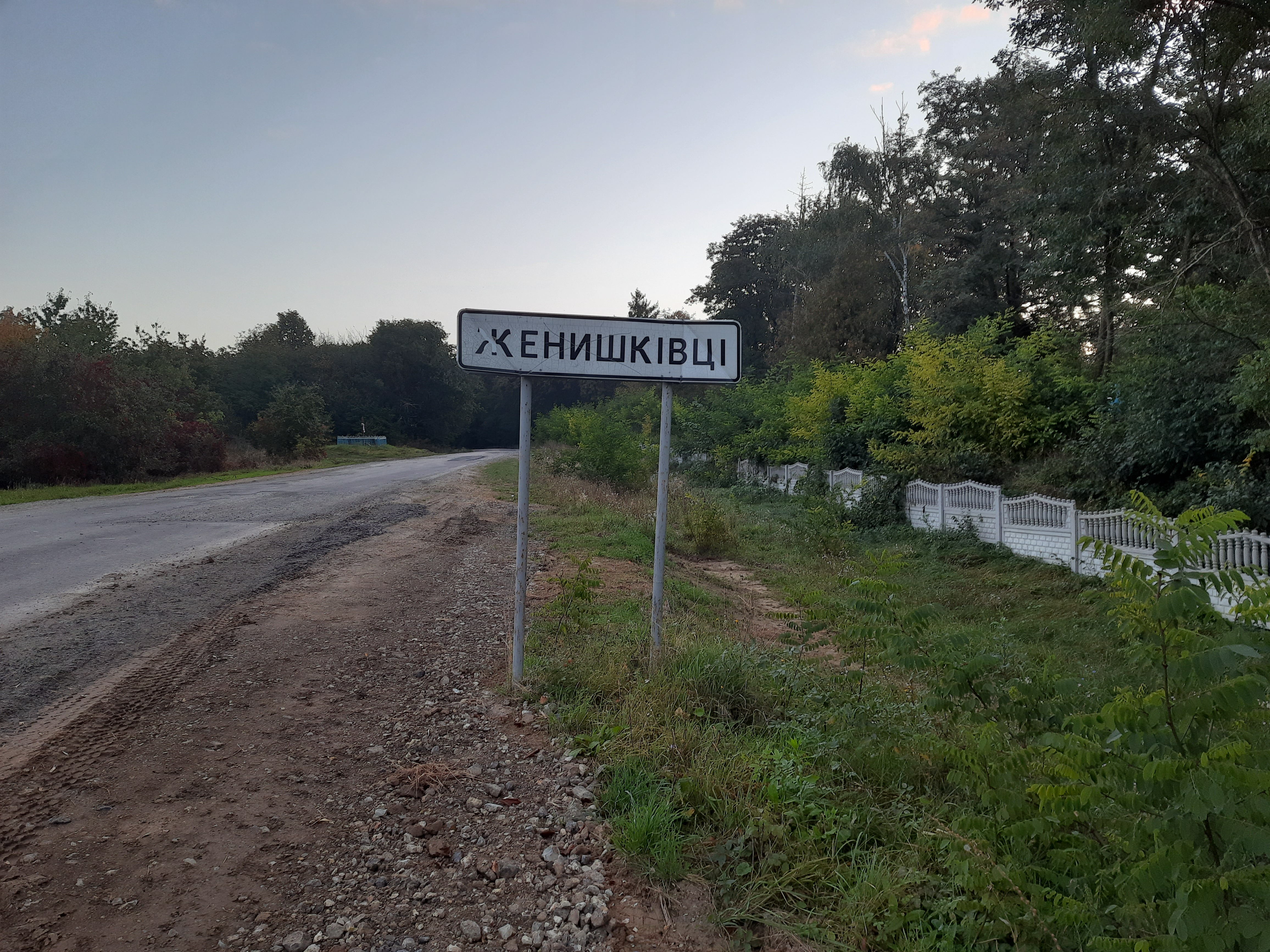
Дорожній знак при в'їзді в село
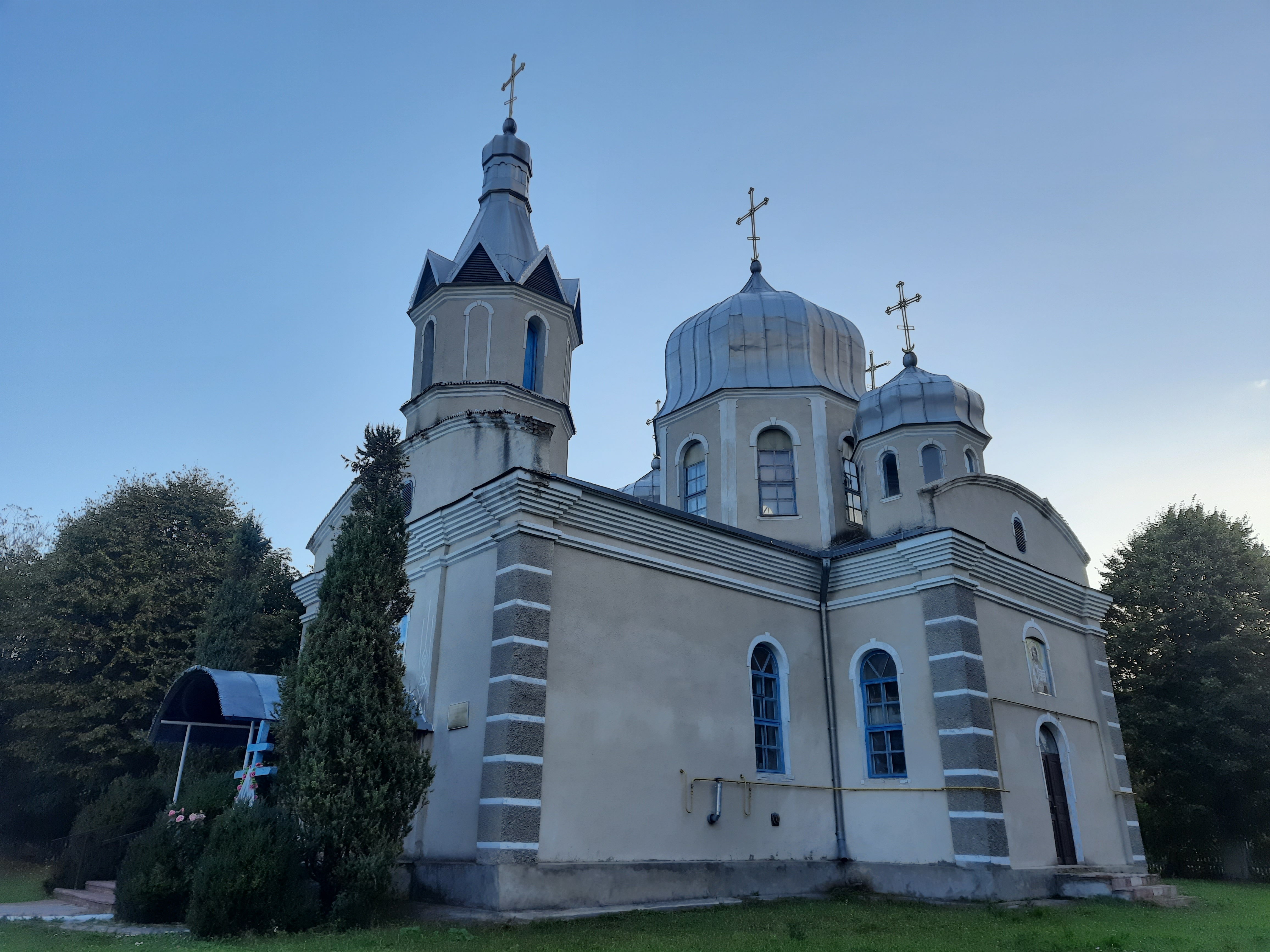
Свято-Вознесенська церква
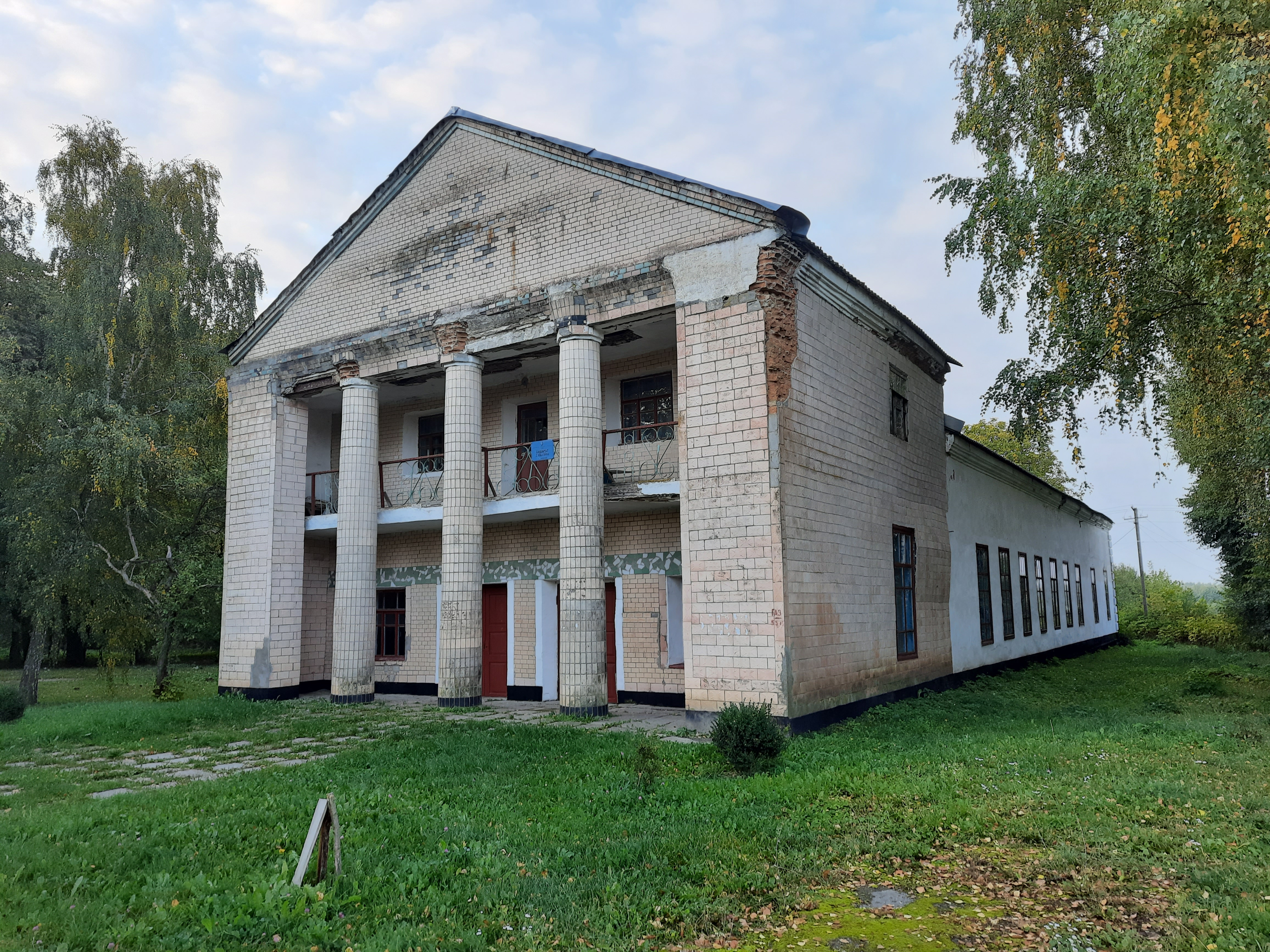
Будинок культури
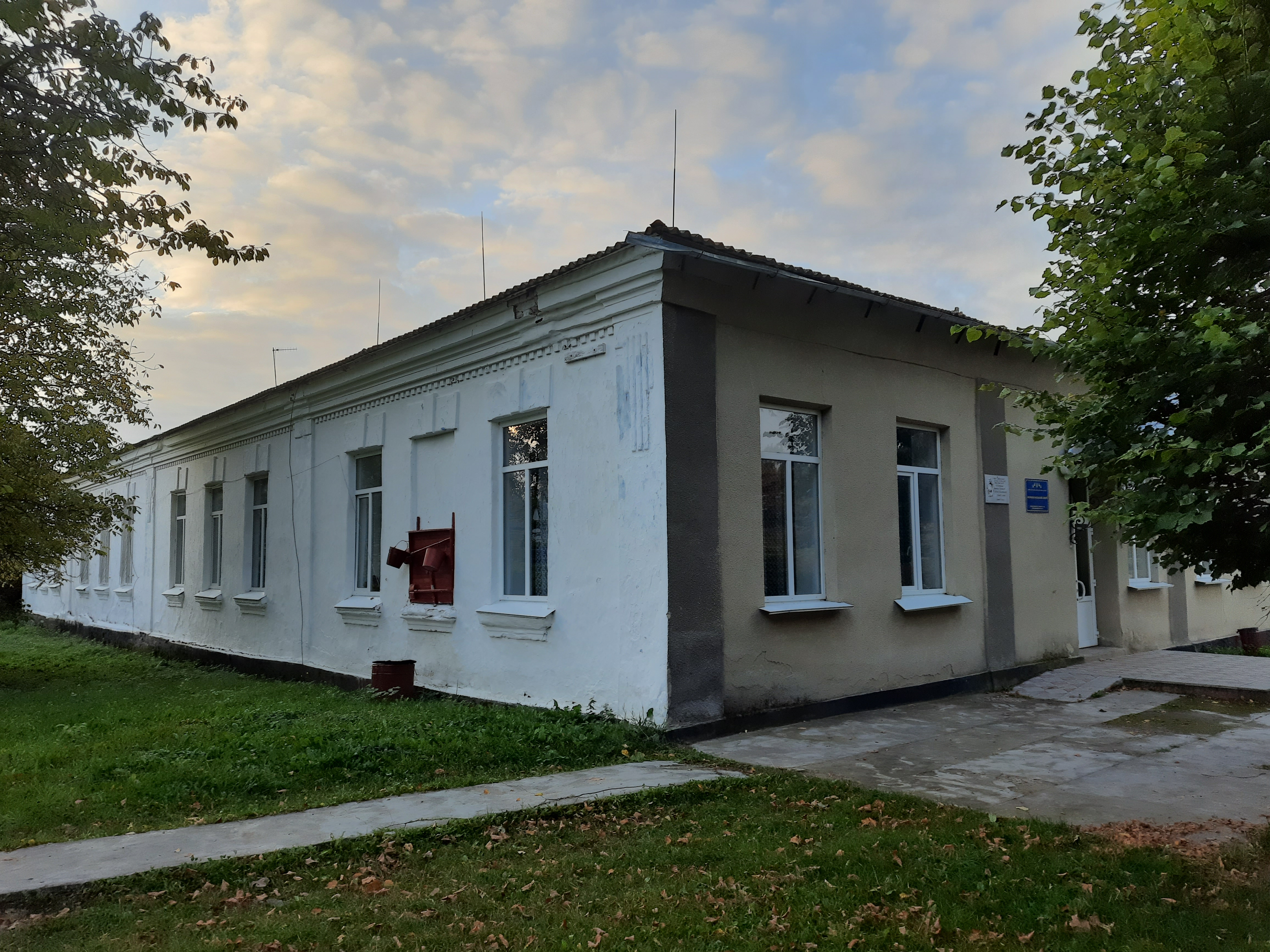
Школа
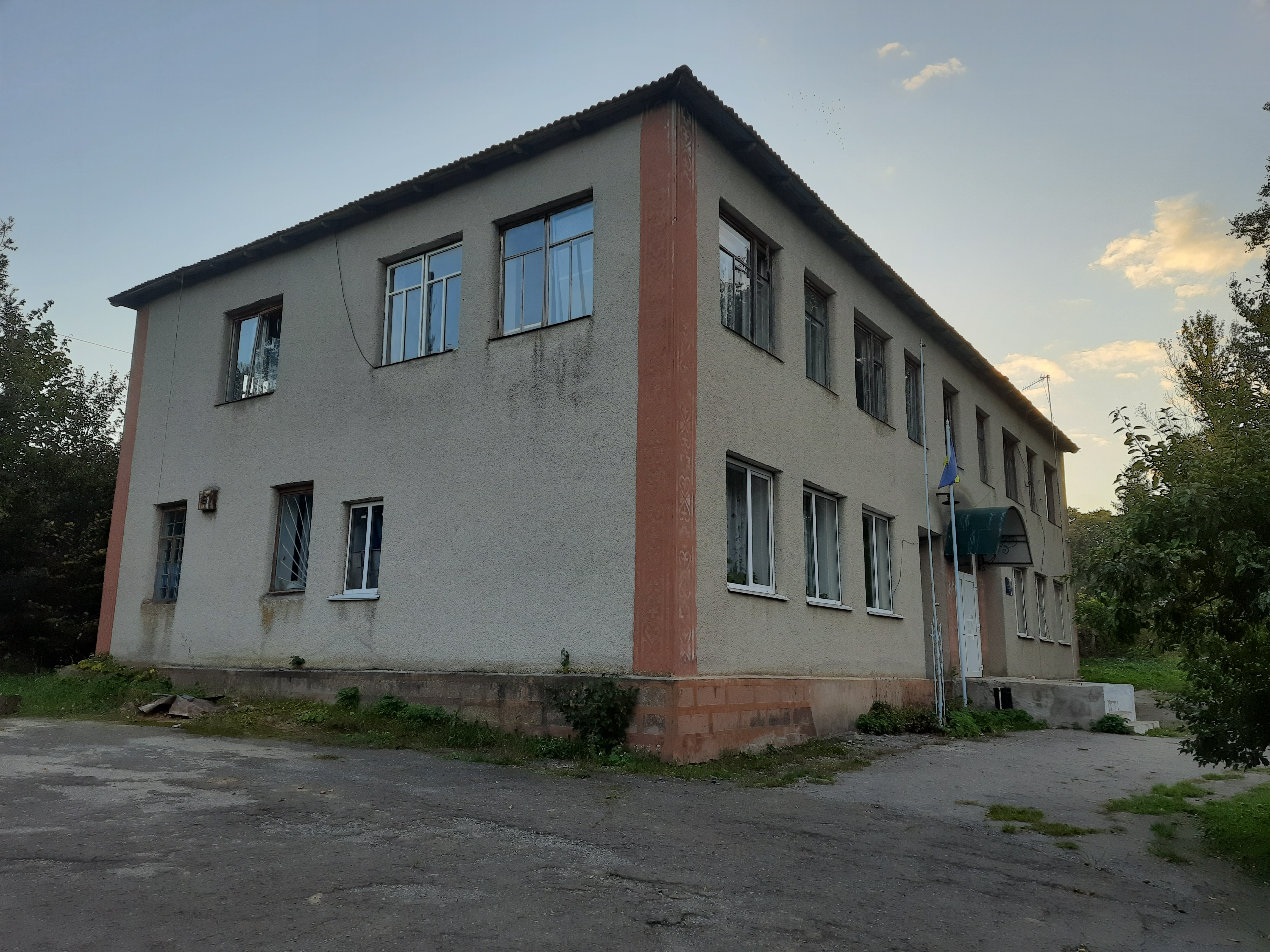
Старостат
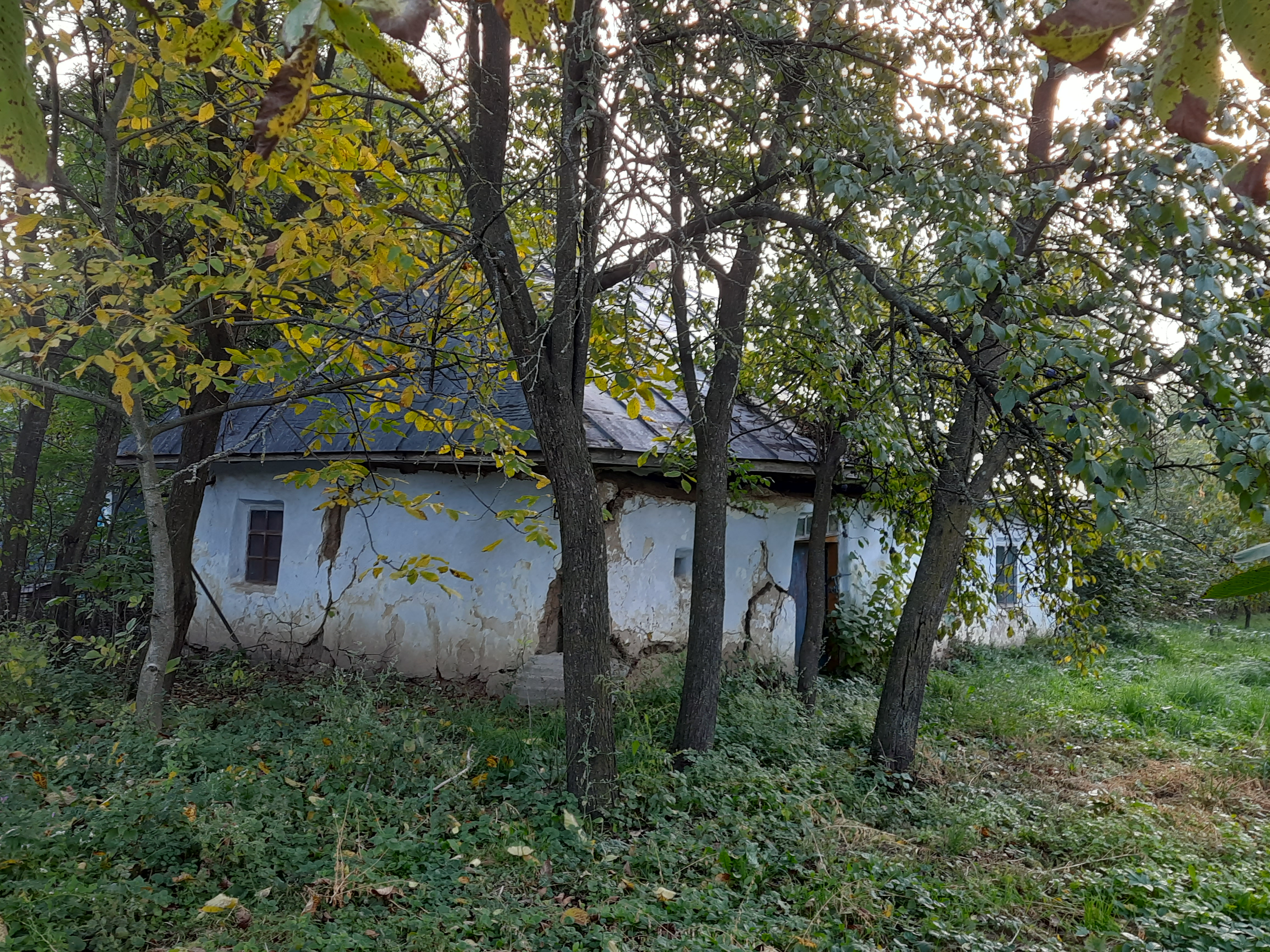
Хата, в якій народився Віталій Мельник "Орлич" (1930 - 07.07.1951), член ОУН
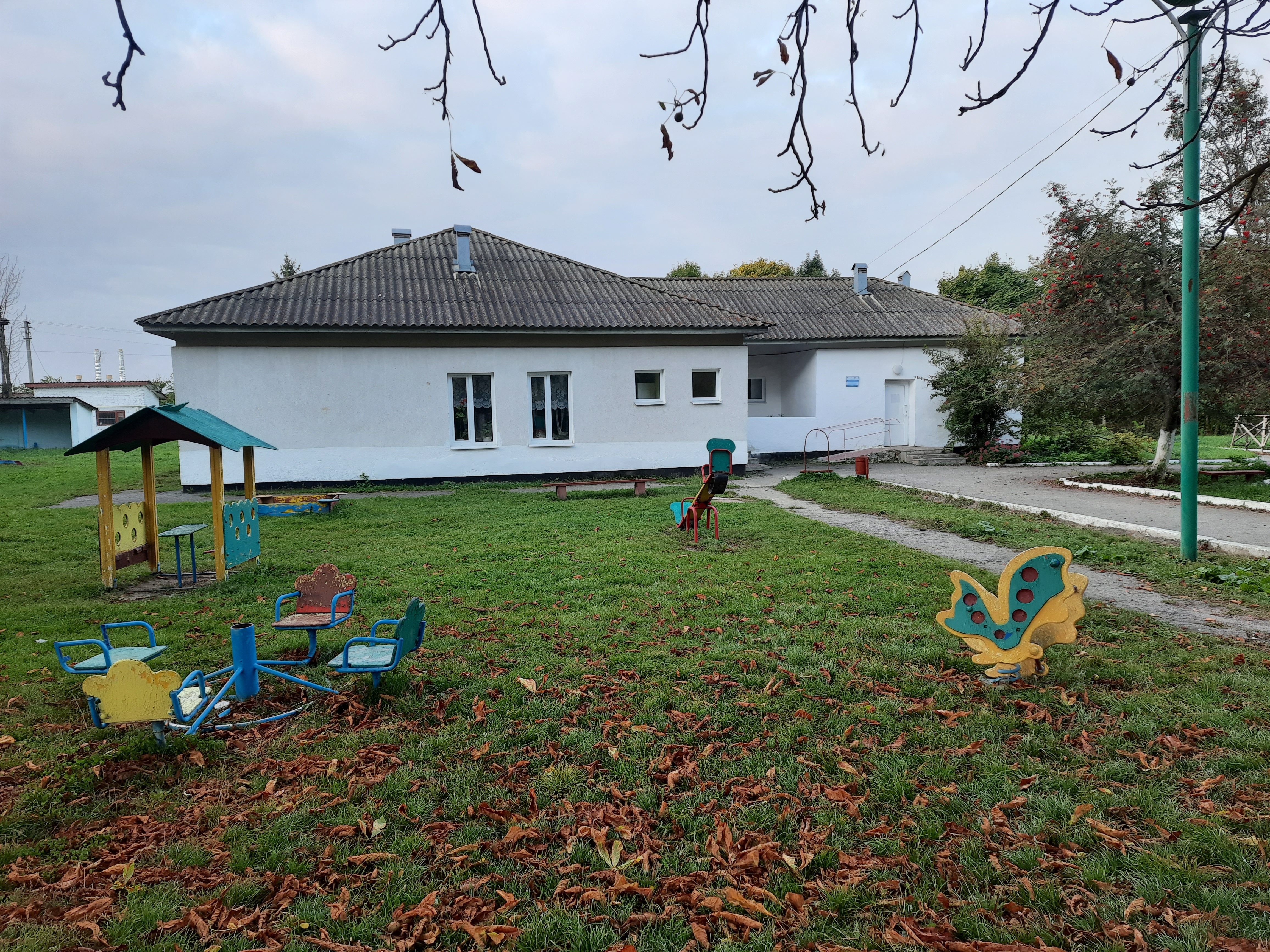
Дитячий садок
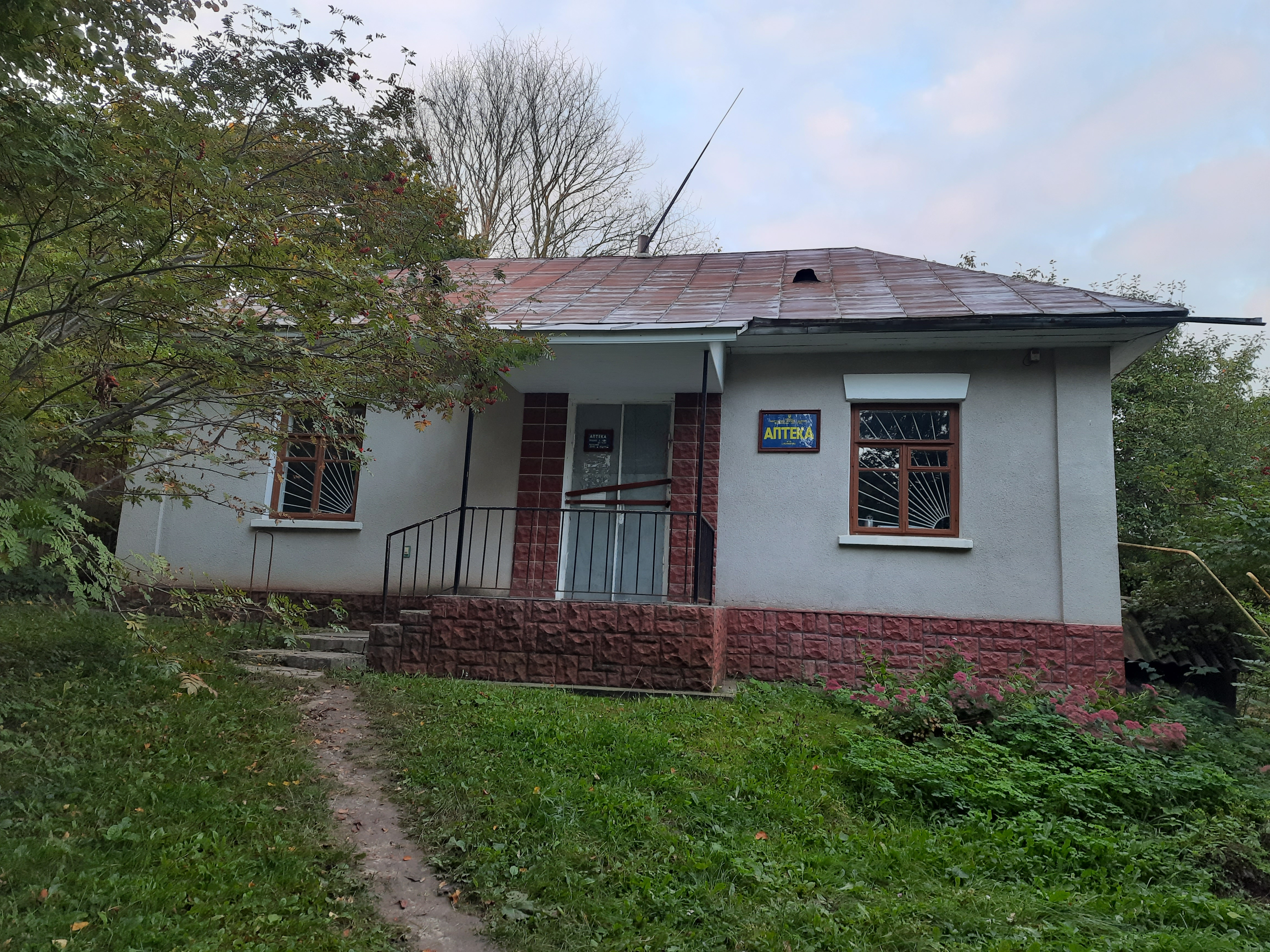
Аптека
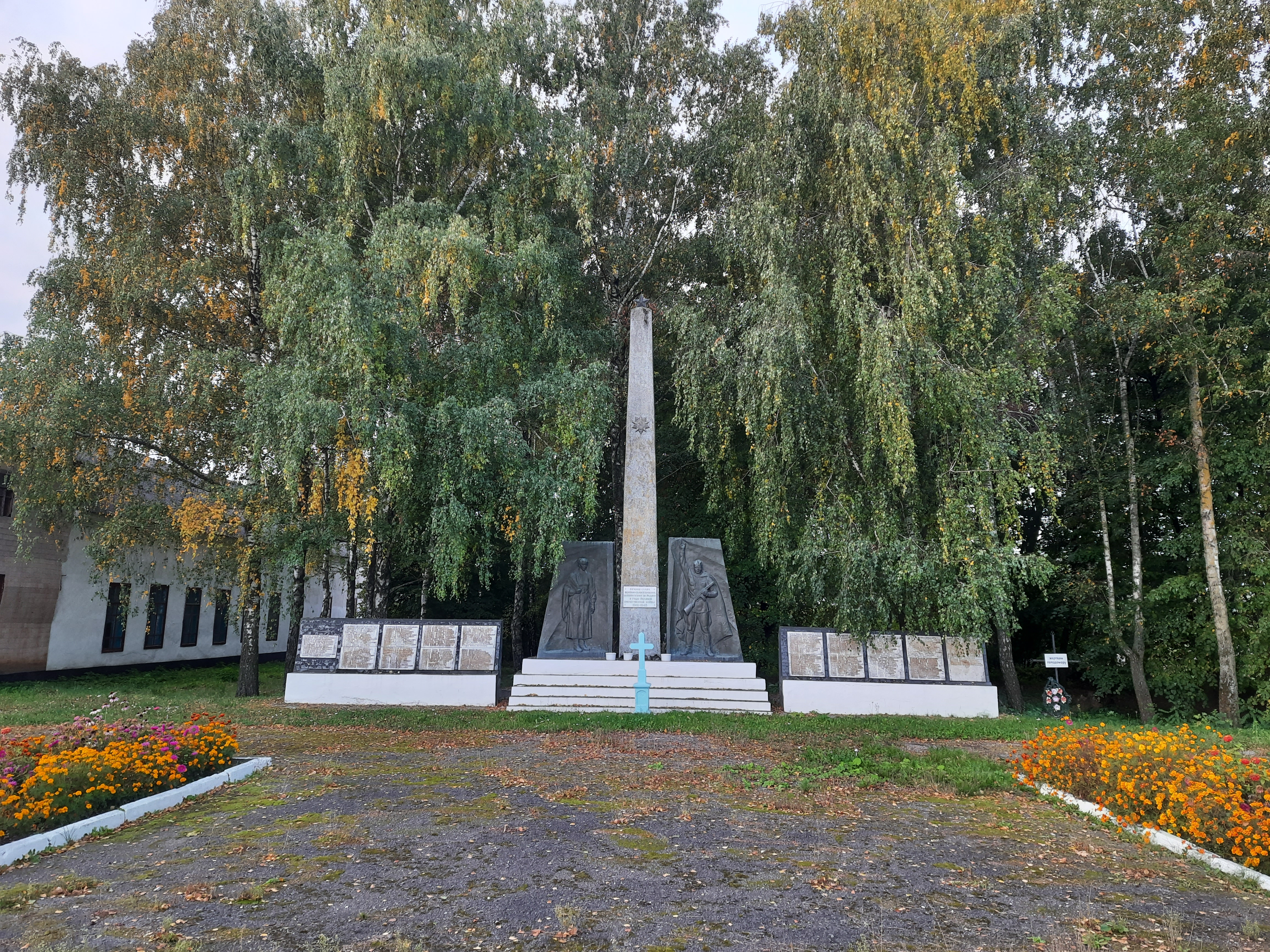
Пам'ятний знак на честь воїнів-односельців
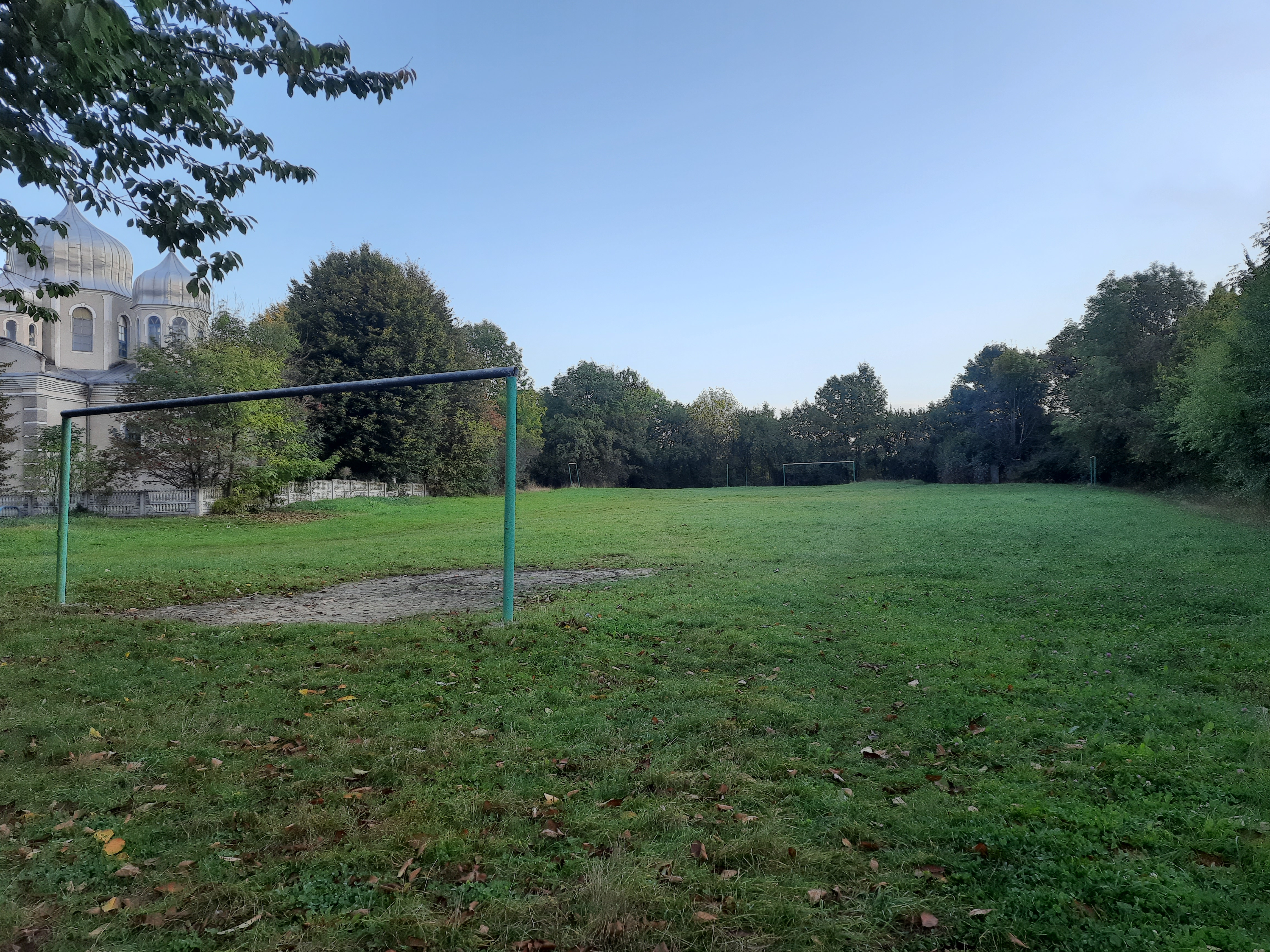
Спортивний майданчик